# Mačak u čizmama: Posljednja želja
Mačak u čizmama: Posljednja želja (eng. Puss in Boots: The Last Wish) je američki računalno animirani pustolovni film iz 2022. koji je producirao DreamWorks Animation, a distribuira Universal Pictures. Film nastavak Mačka u čizmama (2011.) i šesti doprinos filmskog serijala Shrek, te je film režirao Joel Crawford i korežirao Januel Mercado sa scenarijem Paula Fishera i Tommyja Swerdlowa prema Swerdlowovoj priči i prvom filmski scenarist Tom Wheeler, temeljen na liku iz Shreka 2 (2004.) i inspiriran bajkom Giovannija Francesca Straparole. Glasovna postava uključuje Antonio Banderasa i Salmu Hayek Pinault koji ponavljaju svoje uloge kao glavni lik i Kitty Meka šapa, a pridružuju im se Harvey Guillén, Florence Pugh, Olivia Colman, Ray Winstone, Samson Kayo, John Mulaney, Wagner Moura, Da'Vine Joy Randolph i Anthony Mendez koji daju glas novim likovima predstavljenim u filmu. Smješten nakon Shrek uvije i zauvijek (2010.), film prati Mačka u čizmama (Banderas) dok odlazi na putovanje kako bi pronašao mističnu Zvijezdu želja udružujući se sa Kitty (Hayek) i Perritom (Guillén), u želji obnoviti osam od svojih devet života koje je izgubio, sve dok bježi od novih neprijatelja, Zlatokose, "Velikog" Jacka Hornera i Vuka (Pugh, Mulaney i Moura).
Mačak u čizmama: Posljednja želja premijerno je prikazan u Lincoln Centeru u New Yorku 13. prosinca 2022., a u kinima je prikazan u Sjedinjenim Državama 21. prosinca 2022., nakon što je odgođen u očekivanom rasporedu prikazivanja zbog restrukturiranja u DreamWorksu. Film je dobio pohvale kritičara, hvaleći njegovu animaciju, priču, akcijske scene, vizualni stil, teme, glasovnu glumu i humor, te mnogi ga smatraju superiornijim od svog izravnog prethodnika. Zaradio je preko 211 milijuna dolara diljem svijeta. Bio je nominiran za najbolji dugometražni animirani film na 80. dodjeli nagrada Zlatni globus, a također je dobio nominaciju u istoj kategoriji na 28. dodjeli nagrada Critics' Choice.

## Radnja
Nešto nakon Shreka uvijek i zauvijek, Mačak u čizmama organizira zabavu u vili guvernera gradića Del Mara kada, no nakon što je zapalio vatromet tijekom borbe s guvernerovim ljudima, probudi zemljanog diva koji ga napadne. Uspijeva savladati diva, ali ga nedugo nakon toga zgnječi zvono. Kada se probudi, liječnik ga obavještava da ima samo još jedan život nakon što je spalio svojih prethodnih osam i predlaže mu da odmah ode u mirovinu. Mačak to isprva odbija, ali nakon što te noći izgubi dvoboj i svoj mač od vuka s crnom kapuljačom u lokalnoj gostioni, traži utočište u kući Mame Lune, starije gospođe, svečano pokopavši svoju markantnu odjeću, pokopavši time i svoju odmetničku karijeru.
Kako vrijeme prolazi, bradati Mačak upoznaje Perrita, optimističnog psa prerušenog u mačku. Njihov razgovor je prekinut kada se Zlatokosa i zločinačka obitelj Tri medvjeda pojave u potrazi za Mačkom, samo da bi pronašli njegov "grob". Oni nenamjerno otkrivaju postojanje "Zvijezde želja" i da će karta koja pokazuje njezinu lokaciju biti dostavljena "Velikom" Jacku Horneru te noći. Shvativši to kao priliku da obnovi svoje izgubljene živote, Mačak provaljuje u Jackovu pekarnicu kako bi ukrao kartu, neočekivano se ponovno susrećući s Kitty, koja mu zamjera što ju je ostavio na dan njihova vjenčanja. Mačak i Kitty bježe s kartom, zajedno s Perritom, koji je pratio Mačka do pekare. Dok trio bježi, Mačak nakratko ugleda vuka s kapuljačom kako ga promatra.
Karta vodi trio u Mračnu šumu, koja se pretvara u različite krajolike ovisno o vlasniku karte: Mačak i Kitty dobivaju dva slična paklena okruženja dok Perrito dobiva mirnu i šarenu šumu. Dok putuju mirnom rijekom Kitty mu obrije bradu i ponudi mu bodež kao zamjenu za izgubljeni mač. Pojavljuje se Jack, te hvata neopreznog Perrita, tražeći kartu u zamjenu. Ubrzo nakon toga, Zlatokosa i njezina družina interveniraju i dolazi do tučnjave. Usred meteža, Mačak ponovno ugleda vuka s kapuljačom i od straha pobjegne, odvlačeći Kitty pažnju i omogućujući Zlatokosi da dobije kartu.
Dok ga Perrito smiruje, Mačak otkriva da duboko žali što je ostavio Kitty na dan njihova vjenčanja. Kitty čuje njihov razgovor i kasnije otkriva da ni ona nikada nije došla na vjenčanje, sigurna da se nikada ne može natjecati s nekim tko sebe voli više od nje. Njih dvoje uspijevaju povratiti kartu od Zlatokosine grupe kada potonju omete karta koja prikazuje njihovu staru kućicu u šumi. Kako se dimenzija mijenja, Perrito biva ostavljen i zarobljen dok je Mačak zarobljen u "Spilji izgubljenih duša" nakon što je dodirnuo kartu, ostavljajući Kitty da sama vrati Perrita.
Unutar pećine, Mačak nailazi na kristalne odraze svojih prošlih života, koji mu se rugaju jer je promijenio svoj stav. Vuk s kapuljačom se također pojavljuje, otkrivajući se kao doslovna inkarnacija Smrti, u želji da uzme Mačku posljednji život kao odmazdu za protraćivanje njegovih prethodnih. U strahu, Mačak žurno bježi s kartom, čemu Kitty i Perrito izdaleka svjedoče. U međuvremenu, izbezumljena Zlatokosa otkriva da bi željela ljudsku obitelj, povrijedivši medvjede koji je unatoč tome podržavaju. Dolaskom u Zvijezdu, Mačak se suočava s Kitty, koja se osjeća izdanom zbog njegove sebičnosti.
Ubrzo stižu i Zlatokosina grupa i Jack, te dolazi do nove tučnjave. Tijekom toga, Kitty baca Jacka u njegovu čarobnu torbu bez dna, dok Zlatokosa spašava Bebu kada ga skoro zbace sa zvijezde, dok Perrito uspijeva uvjeriti Mačka da je jedan život dovoljan. Nekoliko trenutaka kasnije pojavljuje se i Smrt i između njega i Mačka izbija žestok dvoboj. Mačak uspijeva razoružati vuka i hrabro izjavljuje da iako zna da nikada ne može istinski poraziti Smrt, nikada se neće prestati boriti za svoj posljednji preostali život. Smrt nerado odlučuje poštedjeti Mačka, napominjući da više ne viđa arogantnu "legendu" koja vjeruje da je besmrtna. Prije odlaska, Vuk uvjerava Mačka da će se ponovno sresti, što Mačak s poštovanjem priznaje, na obostrano poštovanje Smrti.
Divovski Jack ponovno izlazi iz svoje torbe, nakon što je pojeo čarobni kolačić za rast, i oduzima kartu od Mačka i Kitty. Dok pokušava zaželjeti želju, Perrito ga odvlači dovoljno dugo da Mačak, Kitty i Zlatokosa povrate kartu i rastrgaju je na komadiće, uzrokujući kolaps Zvijezde želja i proždiranja Jacka. Zlatokosa konačno prihvaća biti dio medvijeđe obitelji i kreće preuzeti Hornerovo pekarsko carstvo, dok se Mačak pomiruje s Kitty, obećavajući zajednički život. Nešto kasnije, njih dvoje i Perrito, kradu čamac od guvernera Del Mara i isplovljavaju kako bi se ponovno susreli sa "nekim starim prijateljima" kad u daljini ugledaju kraljevski dvorac Tamo Tamo Daleko.

## Hrvatska sinkronizacija
| Uloge           | Originalna verzija   | Hrvatska verzija      |
| --------------- | -------------------- | --------------------- |
| Mačak u čizmama | Antonio Banderas     | Ervin Baučić          |
| Kitty Meka Šapa | Salma Hayek Pinault  | Iskra Jirsak          |
| Perrito         | Harvey Guillén       | Nikola Nedić          |
| Jack Horner     | John Mulaney         | Dražen Bratulić       |
| Zlatokosa       | Florence Pugh        | Mirela Videk          |
| Beba medvjed    | Samson Kayo          | Jan Kerekeš           |
| Mama medvjedica | Olivia Colman        | Jadranka Krajina      |
| Tata medvjed    | Ray Winstone         | Robert Ugrina         |
| Vuk             | Wagner Moura         | Aleksandar Cvjetković |
| Mama Luna       | Da'Vine Joy Randolph | Jasna Bilušić         |

Ostali glasovi: 
- Hrvoje Klobučar
- Željko Duvnjak
- Marko Juraga
- Petra Vukelić
- Mirta Zečević
- Lovro Ivanković
- Daniel Dizdar
- Denis Tomić
- Noa Zelenko

Pjevači: 
- Mima Karaula
- Dora Jakobović
- Vjekoslav Hudeček
- Želimir Panić

- Sinkronizacija: Rubikon Sound Factory
- Redatelj dijaloga: Luka Rukavina
- Prijevod i adaptacija dijaloga i pjesama: Dora Jakobović

## Produkcija
Planovi za nastavak Mačka u čizmama započeli su u studenom 2012., kada je izvršni producent Guillermo del Toro podijelio planove da naslovnog lika odvede u avanturu na "vrlo egzotično mjesto". Također je izjavio da je dovršeno nekoliko nacrta za scenarij. Rad na nastavku započeo je u travnju 2014., navodi Banderas. Naslov filma najavljen je kao Puss in Boots 2: Nine Lives & 40 Thieves u lipnju 2014. Nakon što je zapeo u razvojnom paklu, osnivač i izvršni direktor Illuminationa Chris Meledandri potvrđen je kao izvršni producent u studenom 2018. Najavljeno je da će film predvodit će Bob Persichetti, voditelj priče prvog filma i jedan od tri redatelja filma Spider-Man: Novi svijet (2018.) Sony Pictures Animationa, u veljači 2019. Crawford je kasnije najavljen kao novi redatelj u ožujku 2021., zajedno s Mercadom. Većina novih članova glumačke postave, zajedno s glumačkom postavom koja se vraća, objavljena je u ožujku 2022.

### Animacija i dizajn
Kao i kod DreamWorksovog prethodnog filma Loši momci (2022.), inspiracija za stil animacije filma došla je iz Spider-Man: Novi svijet i Akira (1988.), dajući mu vizualni stil koji nalikuje ilustracijama iz knjiga. Umjesto da koristi realističniji stil predstavljen u Shreku (2001.), tim se više usredotočio na dizajn slikarskog stila, kako bi film izgledao poput svijeta bajke korištenjem nove tehnologije.

### Glazba
Heitor Pereira skladao je glazbu za film, zamijenivši skladatelja Henryja Jackmana iz prvog filma. Osim toga, tri originalne pjesme za film su napravili Karol G, Daniel Oviedo, Heitor Pereira, Paul Fisher, Dan Navarro i Gaby Moreno. Karol G izvodi La Vida es Una, koju su zajedno napisali ona i Daniel Oviedo, a objavljena je 8. prosinca 2022. dok je Heitor Pereira koautor dvije pjesme pod nazivom Fearless Hero, koju izvodi Antonio Banderas, a koautori su Dan Navarro i Paul Fisher, i Por Que Te Vas, koju je napisala i izvela Gaby Moreno. Soundtrack je 16. prosinca 2022. objavio Back Lot Music, uz obradu pjesme This Is The End od The Doors koju izvodi Dan Navarro. Glazbu iz Shrek 2 u filmu je koristio Harry Gregson-Williams iz pjesama Obliged to Help i The End/Happily Ever After.

## Kritike
Na internetskoj stranici Rotten Tomatoes, agregatoru recenzija, 96% od 137 recenzija kritičara je pozitivno, s prosječnom ocjenom 7,6/10. Konsenzus stranice glasi: "Stigavši više od desetljeća nakon prethodnog dijela, pametni, slatki i smiješni Mačak u čizmama: Posljednja želja dokazuje da neke franšize postaju samo bolje s godinama." Metacritic, koji koristi ponderirani prosjek, dodijelio je filmu ocjenu 75 od 100, na temelju 21 kritičara, što ukazuje na "općenito povoljne kritike". Publika koju je anketirao CinemaScore dala je filmu prosječnu ocjenu "A" na ljestvici od A+ do F, dok je PostTrak izvijestio da mu je 89% članova publike dalo pozitivnu ocjenu.
Rafael Motamayor iz IGN-a dao je ocjenu 9 od 10 i napisao: "Mačak u čizmama: Posljednja želja miješa zadivljujuću animaciju s dirljivom, iznenađujuće zrelom pričom kako bi pružio odgovor franšize Shrek na Logana za kojeg nismo znali da nam treba."  Christy Lemire s RogerEbert.com napisala je da je nakon "burnog početka", film "malo posustao u sredini jer postaje jasno da nas čeka prilično standardna potraga." Međutim, pohvalila je to što film uspijeva "prenijeti poruke nesebičnosti i timskog rada na način koji ne djeluje teško ili dosadno", zajedno s glasovnim divnim izvedbama i vizualima. Nate Richards iz Collidera dao je filmu A-, rekavši: "Ništa u Mačku u čizmama: Posljednja želja ne čini se lijenim, više nego opravdava dugo čekanje. To nije samo jedan od najboljih animiranih filmova godine, nego i jedan je od DreamWorksovih najboljih, i onaj koji će se svidjeti gledateljima filmova svih uzrasta. Podjednako je uzbudljiv i smiješan kao i ozbiljan, nikad se ne čini kao da ikome govori ponizno. S Lošim momcima i sada Mačak u čizmama: Posljednja želja, više je nego sigurno reći da se DreamWorks vratio i (možda) bolji nego ikad.” 
Peter Debruge iz Varietyja dao je filmu pozitivnu kritiku, rekavši da je film "DWA-ov najbolji film od trilogije Kako izdresirati zmaja." Maxance Vincent iz Loud and Clear dao je filmu četiri od pet zvjezdica, rekavši: "Mačak u čizmama: Posljednja želja konačno mi daje nadu da franšiza Shrek možda još nije mrtva. Film počinje jednim od najuzbudljivijih akcijskih scenografija koje sam vidio u animiranom filmu cijele godine (i vjerojatno najuzbudljivijim jedan, budući da neću gledati još jedan animirani film prije kraja godine), besprijekorno pogodio Heitor Perreira dok naš naslovni lik (Antonio Banderas) pjeva 'Tko je naš omiljeni neustrašivi heroj?' dok se bori s divom. Bio sam uvučen u film i nije bilo povratka." Emma Stefansky iz IndieWirea također je dala pozitivnu recenziju, uživajući u činjenici da film "nema dvojbe oko testiranja očekivanja svoje mlade publike isporučujući slobodnu priču o uvažavanju devet života koje već imamo." Frank Scheck iz The Hollywood Reportera dao je pozitivnu recenziju filmu, svidjevši mu se da je film "mračnijeg tona, ali još uvijek iznimno smiješan", ali da "kao i mnoga druga njegova animirana braća, posustaje kad pribjegne frenetičnim akcijskim sekvencama naizgled dizajniranim za kratak raspon pozornosti." Također je pohvalio glasovni rad sporednih glumaca i Banderasa, tvrdeći da "animirani filmovi prečesto imaju iznimno preplaćene i prekvalificirane glasovne postave za koje djeca, a i većina odraslih, ne mogu manje mariti. Banderas, s druge strane, je vrijedan svakog penija." William Bibbiani iz TheWrapa je dao mješovitu recenziju, rezimirajući da "postoje komični trenuci koji padaju, i akcijski setovi koji iskaču, ali ogromna senzacija ovdje je meditacija o neizbježnosti smrti."

## Vanjske poveznice
- Mačak u čizmama: Posljednja želja na IMDb-u
- Službena stranica